# Jelena Anatoljewna Antonowa
Jelena Anatoljewna Antonowa (russisch Елена Анатольевна Антонова, * 10. Oktober 1974 in Moskau) ist eine russische Synchronschwimmerin. 
Sie gewann bei den Olympischen Spielen 2000 mit dem russischen Team die Goldmedaille in der Teamwertung. 1995, 1999 und 2000 war Antonowa mit dem russischen Team Europameisterin.